# Genius Loves Company
 (février 2023).
Si vous disposez d'ouvrages ou d'articles de référence ou si vous connaissez des sites web de qualité traitant du thème abordé ici, merci de compléter l'article en donnant les références utiles à sa vérifiabilité et en les liant à la section « Notes et références ».
Genius Loves Company est le dernier album studio de Ray Charles, sorti à titre posthume le 31 août 2004 sur Concord Records. Les sessions d'enregistrement de l'album ont eu lieu entre juin 2003 et mars 2004. L'album se compose de standards de rythm and blues, soul, country, blues, jazz et pop, interprétés par Ray Charles et plusieurs musiciens chanteurs réputés. On y retrouve donc, dans l'ordre des chansons sur l'album : Norah Jones, James Taylor, Diana Krall, Elton John, Natalie Cole, Bonnie Raitt, Willie Nelson, Michael McDonald, B.B. King, Gladys Knight, Johnny Mathis et finalement Van Morrison. Sur l'Édition Deluxe Dixième Anniversaire, deux titres ont été rajoutés avec les artistes suivants, Poncho Sanchez et Take 6. Genius Loves Company est le dernier album enregistré et complété par Ray Charles avant sa mort en juin 2004.
L'album a été produit par John Burk, qui a approché Charles avec le concept d'un album en duo pour une collaboration entre Concord Records et Hear Music, le label appartenant à la chaîne de café Starbucks. Il a été la première version originale non compilée de Hear Music, ainsi que l'un des albums les plus réussis sur le plan commercial de Ray Charles. Le 2 février 2005, il a été certifié triple platine dans les ventes par la Recording Industry Association of America à la suite de ventes de plus de trois millions d'exemplaires aux États-Unis. Il est également devenu le deuxième album de Charles à atteindre le numéro un du Billboard 200, après Modern Sounds in Country and Western Music (1962). Le 13 février 2005, l'album a reçu huit Grammy Awards, dont l'album de l'année. 
Cet article a été traduit du Wikipedia anglophone consacré a l'album Genius loves Company de Ray Charles.

## Performances commerciales
Genius Loves Company s'est avéré être un succès pour Ray Charles, en termes de ventes et de réponses critiques, devenant rapidement son premier album parmi les 10 premiers en quarante ans et le plus vendu de sa carrière. La sortie de Genius Loves Company a été le deux cent cinquantième de sa carrière, ainsi que son dernier effort enregistré avant sa mort le 10 juin 2004.
Au cours de sa première semaine de sortie, l'album s'est vendu à plus de 200,000 exemplaires rien qu'aux États-Unis, alors qu'il a fait ses débuts au n ° 2 du classement Billboard 200, pour finalement monter au n ° 1 le 5 mars 2005, devenant le premier numéro 1 de Charles depuis Modern Sounds In Country And Western Music en 1962. L'album a également reçu une quantité importante de diffusion sur les stations de radio jazz, blues, R&B, contemporaine urbaine et country, ainsi que des éloges critiques de publications et de médias musicaux bien connus. Au cours du premier mois de sa sortie, l'album avait été expédié à plus de deux millions d'exemplaires aux États-Unis et à plus de trois millions dans le monde, recevant des certifications or, argent et platine en Amérique du Nord, en Europe et dans plusieurs autres régions. Le succès commercial massif de l'album (plus de 5,5 millions d'exemplaires ont été vendus dans le monde jusqu'en 2007) a été attribué en partie à sa distribution et à sa promotion via les cafés Starbucks, ainsi qu'à la relation de distribution et de marketing entre Concord Records et le label Starbucks Hear Music. La Starbucks Coffee Company s'est avérée singulièrement responsable de près de trente pour cent des ventes intérieures totales de l'album. Après plusieurs certifications d'or, de platine et de multi-platine aux États-Unis à l'automne 2004, Genius Loves Company a obtenu une certification de vente triple platine par la Recording Industry Association of America (RIAA) le 2 février 2005.
Pour la semaine se terminant le 18 septembre 2004, Genius Loves Company s'est vendu à 202 000 exemplaires, se classant deuxième sur le Billboard 200. Il s'agissait de l'album le plus élevé de Charles en plus de 40 ans et représentait un record de la semaine d'ouverture pour un album de duos (depuis que Nielsen SoundScan a commencé à suivre ces statistiques en 1991). Les Duets de Frank Sinatra en 1993 se sont vendus à 339 000 exemplaires pendant la semaine de Noël, huit semaines après son ouverture de 173,500 unités. L'expédition initiale de 733,000 unités était un record absolu pour les 31 ans d'histoire de Concord Records et les ventes représentaient un record Soundscan pour l'entreprise. De plus, l'album s'est classé au cinquième rang des meilleurs albums R & B / Hip-Hop pour le classement le plus élevé de Charles depuis que A Portrait of Ray a culminé au cinquième rang en 1968. Ces ventes d'albums ont eu lieu malgré les ventes de singles numériques qui ont vu 12 des 13 titres de l'album figurer dans le palmarès Hot Digital Tracks Top 50. Le record précédent pour la plupart des morceaux du même album était de 9 par Neil Young & Crazy Horse avec leur album Greendale de 2003. "Here We Go Again" était le leader des ventes de téléchargement parmi les pistes de l'album, mais les 12 chansons totalisaient 52,000 téléchargements numériques.

## Contenu de l'album
1. Here We Go Again avec Norah Jones (Lanier/Steagall) – 3:59
2. Sweet Potato Pie avec James Taylor (Taylor) – 3:47
3. You Don't Know Me avec Diana Krall (Arnold/Walker) – 3:55
4. Sorry Seems to Be the Hardest Word avec Elton John (John/Taupin) – 3:59
5. Fever avec Natalie Cole (Cooley/Davenport) – 3:30
6. Do I Ever Cross Your Mind? avec Bonnie Raitt (Burnette/Smotherman) – 4:34
7. It Was a Very Good Year avec Willie Nelson (Drake) – 4:59
8. Hey Girl avec Michael McDonald (Gerry Goffin/Carole King) – 5:15
9. Sinner's Prayer avec B. B. King (Fulson/Glenn) – 4:25
10. Heaven Help Us All avec Gladys Knight (Miller) – 4:32
11. Over the Rainbow avec Johnny Mathis (Arlen/Harburg) – 4:54
12. Crazy Love avec Van Morrison (Morrison) – 3:42

Deux titres supplémentaires sont présents sur l'édition deluxe dixième anniversaire : Mary Ann avec Poncho Sanchez (Ray Charles) – 5:05, et Unchain My Heart avec Take 6 (Teddy Powell, Bobby Sharp) – 4:06

## Musiciens
Tel que compilé selon le livret inclut avec l'album :
- Ray Charles : Piano, claviers, chant
- Clarence McDonald : Piano, arrangements
- Alan Pasqua : Piano
- Randy Waldman : Piano, claviers, arrangements rythmique
- Michael Bearden : Claviers
- Michael Landau : Guitare
- Charles Fearing : Guitare
- Danny Jacob  : Guitare
- George Marinelli : Guitare
- Jeff Mironov : Guitare
- Michael Thompson : Guitare
- Irvin "Magic" Kramer : Guitare rythmique
- Abraham Laboriel : Basse
- Tom Fowler : Basse
- David Hayes : Basse
- Trey Henry : Basse, contrebasse
- Richard Shaw : Contrebasse
- Dave Stone : Contrebasse
- Karl Vincent : Contrebasse
- Ken Wild : Contrebasse
- Jim Keltner : Batterie
- John Robinson : Batterie
- James Gadson : Batterie
- Shawn Pelton : Batterie
- Bashiri Johnson : Percussions

## Artistes invités
Les artistes sont inscrits ici dans l'ordre d'apparition sur l'album
- Norah Jones : Piano, chant
- James Taylor : Chant
- Diana Krall ; Chant
- Elton John ; Chant
- Natalie Cole : Chant
- Bonnie Raitt : Guitare slide, chant
- Willie Nelson : Guitare acoustique, chant
- Michael McDonald : Claviers, chant
- B. B. King : Guitare, chant
- Gladys Knight : Chant
- Johnny Mathis : Chant
- Van Morrison : Chant

Sur l'Édition Deluxe 10e Anniversaire :
- Poncho Sanchez : Chant, percussions
- Take 6 : Chant

En plus d'une centaine de musiciens aux cordes, cuivres et chœurs.